# Рамамурти, Сендхил
Сендхил Рамамурти (там. செந்தில் ராமமூர்த்த; род. 17 мая 1974, Чикаго) — американский актёр, известный по телесериалам «Герои» и «Тайные операции».

## Биография
Родился 17 мая 1974 года в Чикаго, штат Иллинойс, в семье врачей из Бангалора (Индия). Его отец из народа каннадига, а мать — тамилка. В 1991 году Сендхил окончил школу в Сан-Антонио, штат Техас. Затем он поступил в университет Тафтса на медицинский факультет, чтобы пойти по стопам своих родителей, как и его сестра.
Рамамурти говорит на английском и каннада.
Женат на актрисе Ольге Сосновска (англ. Olga Sosnovska), у них двое детей.

## Карьера
Окончил Академию сценического искусства в Лондоне (англ. Webber Douglas Academy of Dramatic Art) в 1999 году.
В 2000 году снялся в роли Адама в постановке библейских историй «Сотворение мира» телеканала NBC.
Сыграл Мохиндера Суреша в телесериале «Герои».
Сыграл амбициозного агента ЦРУ Джея Уилкокса в телесериале «Тайные операции».

## Фильмография
| Год       |   | Русское название                  | Оригинальное название | Роль                   |
| --------- | - | --------------------------------- | --------------------- | ---------------------- |
| 2000      | ф | Сотворение мира                   | In the Beginning      | Адам                   |
| 2002      | с |                                   | Ultimate Force        | Алекс Леонард          |
| 2005      | с | Анатомия страсти                  | Grey's Anatomy        | второй интерн          |
| 2006—2010 | с | Герои                             | Heroes                | Мохиндер Суреш         |
| 2009      | с | Ясновидец                         | Psych                 | Раджеш Сингх           |
| 2009      | ф |                                   | The Slammin' Salmon   | Марлон Спенсер         |
| 2010—2012 | с | Тайные операции                   | Covert Affairs        | Джей Уилкокс           |
| 2012      | с | C.S.I.: Место преступления Майами | CSI: Miami            | Радж Андари            |
| 2012      | с | Офис                              | The Office            | Робби                  |
| 2012—2014 | с | Красавица и чудовище              | Beauty and the Beast  | Гэбриел Лоуэн          |
| 2016—2017 | с | Счастливчик                       | Stan Lee's Lucky Man  | Никейл Джулиан/Голдинг |
| 2018      | с | Грёзы                             | Reverie               | Пол Хэммонд            |
| 2019      | с | Флэш                              | The Flash             | Рамзи Россо            |